# 空也

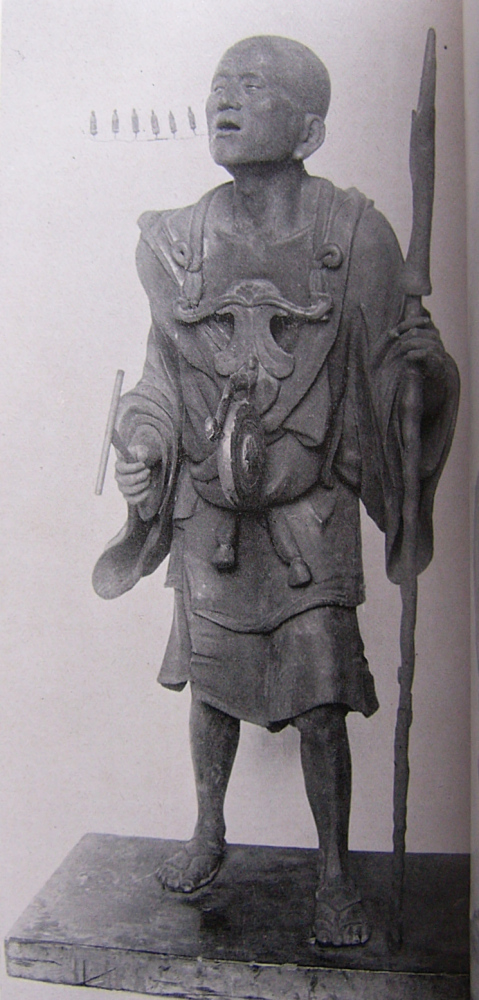
六波羅蜜寺　空也上人像

空也（日语：／ Kūya，903年—972年10月20日）日本平安時代中期僧侶，人稱阿彌陀聖、市聖、市上人。口稱念佛之祖、民間的淨土宗先驅者。
空也融合了淨土、法華、真言諸宗，被視為踊念佛、六齋念佛的開祖，但是，歷史上無空也本人修行「踊念佛」的確實証據。其門弟成為高野聖等中世以降流行的民間淨土教行者「念佛聖」的先驅，給予鎌倉時代的一遍極大的影響。

## 生涯
出身不詳，延喜22年（922年），在尾張國分寺出家，法號空也。年輕時則成為巡迴諸國的行者，從事慈善，修橋舖路、建造伽藍。廣得民眾尊信，無分貴賤，紛紛皈依其門下。
天慶元年（938年），在京都推廣念佛。
天曆2年（948年），在比叡山受戒，獲得法號「光勝」。
應和3年（963年），在鴨川河原舉辦金字大般若經供養會。
天祿3年（972年），在東山西光寺（現・六波羅蜜寺）示寂。

## 關連項目
- 平安時代人物列表
- 藤原師氏